# 能高山
能高山是台灣中央山脈主脊中北段著名高山，其主山稱為能高主山、能高山主峰（意為「池塘山」:78），標高3,262公尺，台灣百岳排名62，位於花蓮縣秀林鄉銅門村與南投縣仁愛鄉精英村之間。其雖名為主山，但能高山最高峰為南側的能高山南峰（海拔3349公尺，百岳排名43，意為「矮箭竹山」:81）。主山北側連接南華山及奇萊南峰。能高山特色為高聳，頂峰遍佈草原。
日治時1914年，台灣總督府發動太魯閣戰爭，其中一路由霧社向東翻越中央山脈進入木瓜溪谷東西夾擊太魯閣族，戰爭結束後，總督府規畫開闢正式道路。1917–1918年開鑿能高越嶺道舊道（稱為能高越橫斷道路、東段稱為初音奇萊橫斷道路），路線沿西側的濁水溪源頭霧社溪支流塔羅灣溪谷、東側的木瓜溪谷，由奇萊山群的奇萊裡山（聯帶山）南坡越嶺，連接霧社、屯原至花蓮銅門、初音連鐵路通花蓮港，橫斷台灣東西部。1925年改道降低越嶺點海拔由能高山北側與奇萊山群的鞍部能高埡口越嶺（稱為能高越警備道路）。相較其他百岳，該山的攀登歷史頗早。因山名中均有「高」字，與第1高山─新高山（玉山）、第2高山─次高山（雪山）並稱「三高」。但能高主山高度在百岳排名第62名，能高山最高峰能高山南峰百岳排名第43名，較前兩者矮了超過500公尺。

## 來源
1. 1 2   (PDF) (报告). 行政院原住民族委員會. 2007  [2022-01-05]. （原始内容存档 (PDF)于2022-01-05）.

## 外部連結
- 能高山 旅遊王 （页面存档备份，存于）